# Henryk Podedworny
Henryk Podedworny (ur. 22 kwietnia 1927 w Horodence, zm. 16 lipca 2015) – polski ekonomista rolny, doktor habilitowany inżynier, absolwent Szkoły Głównej Gospodarstwa Wiejskiego w Warszawie.

## Życiorys
Studia uzupełniające i staże zawodowe odbył między innymi w University of Cambridge (Anglia) i Wisconsin University (USA). W latach 1963–1966 pracownik Komitetu Współpracy Gospodarczej z Zagranicą przy Radzie Ministrów w Warszawie do spraw międzynarodowych organizacji gospodarczych oraz Sekretarz Polskiego Międzyresortowego Komitetu Współpracy z ONZ/FAO. W latach 1966–1985 z przerwami, łącznie przez 10 lat, etatowy pracownik FAO; w jej centrali przez 5 lat. Od 1972 roku ekspert w kilku krajach Wschodniej Afryki Tropikalnej; w tym Reprezentant FAO i Doradca Programu Rozwoju ONZ/UNDP w Tanzanii odpowiedzialny za planowanie i nadzór nad realizacją projektów inwestycyjnych z dziedziny szeroko pojmowanej gospodarki wiejskiej. 
Od 1985 roku nauczyciel akademicki; emerytowany profesor Uniwersytetu w Białymstoku. Od 1996 roku prowadził zajęcia dydaktyczne z międzynarodowych stosunków gospodarczych w Wyższej Szkole Ekonomicznej w Białymstoku. 
Odznaczony Złotym Krzyżem Zasługi.

## Życie prywatne
Syn Bolesława Podedwornego, polityka ludowca. Jego żoną była Leokadia Hanna z domu Berger (1925–2003), z którą miał dwoje dzieci: Andrzeja (ur. 1952) oraz Ewę (ur. 1954). Mieszkał w Warszawie.

## Prace
- Konkurencyjność gospodarki polskiej a rola państwa przed akcesją do Unii Europejskiej / pod red. Henryka Podedwornego, Jerzego Grabowieckiego, Henryka Wnorowskiego ; Uniw. w Białymstoku. Wydz. Ekonomiczny. Zakł. Międzynarodowych Stosunków Gospodarczych, Białystok 2000
- Współpraca gospodarcza Polska-Wschód. Uwarunkowania i perspektywy rozwoju; Henryk Podedworny, Henryk Wnorowski, Wydawnictwo UwB, Białystok 2001
- Gospodarka rolno-żywnościowa Podlasia wobec wyzwań przyszłości; Henryk Podedworny, Henryk Wnorowski, Wydawnictwo Wyższej Szkoły Ekonomicznej w Białymstoku, Białystok 2001
- Lobbing: instytucja gospodarki rynkowej / oprac. Henryk Podedworny, Agata Anna Seweryn, Białystok 2010